# Paradidymocentrus maindroni
Paradidymocentrus maindroni là một loài bọ cánh cứng trong họ Cerambycidae.